# Nasrutdín Akáyevich Minatulláyev
Nasrutdín Akáyevich Minatulláyev (en ruso: Насрутдин Акаевич Минатуллаев; 1940) (fl. 1965) es un botánico ruso.

## Algunas publicaciones
- Cherepanov, Sergei Kirillovich; Minatullayev, Nasrutdin Akayevich. 1973. Свод дополнений и изменений к "Флоре СССР" (тт. И-XXX) (Conjunto de adiciones y cambios a la "Flora de la URSS" (tomo XXX). Ed. Наука Inst. 667 pp.

- La abreviatura «Minat.» se emplea para indicar a Nasrutdín Akáyevich Minatulláyev como autoridad en la descripción y clasificación científica de los vegetales.[2]